# Erysimum janchenii
Erysimum janchenii là một loài thực vật có hoa trong họ Cải. Loài này được Fritsch mô tả khoa học đầu tiên năm 1910.